# Astragalus spatulatus
Astragalus spatulatus là một loài thực vật có hoa trong họ Đậu. Loài này được E.Sheld. miêu tả khoa học đầu tiên.